# Карпатська Січ (організація)
«Карпатська Січ», «КС» (повна офіційна назва — Громадська організація «Закарпатське військово-патріотичне об'єднання „Карпатська Січ“», скорочена ― ГО «ЗВПО „Карпатська Січ“») — закарпатська парамілітарна ультраправа організація. Окремими дослідниками, журналістами та правозахисниками характеризується як «неонацистська» через свою ідеологію, виловлювання та використання нацистського привітання "Зіг хайль!" [⇨].
Об'єднання декларує ідеї національного відродження України, збереження українських національних цінностей і традицій та могутньої традиціоналістичної Європи. Члени ГО вважають себе прямими послідовниками однойменної організації народної оборони, що діяла в 1938-1939 рр. на Закарпатті.
Організація співпрацює із низкою ультраправих угруповань Європи. Її члени неодноразово були помічені у нападах на політиків, членів ЛГБТ-спільноти, антифашистів.

## Мета та цілі організації
Своїм завданням організація, котра іменує себе «націоналістичним рухом», ставить визвольну, революційну та безкомпромісну боротьбу за відстоювання честі та гідності українського народу, утвердження справедливості без огляду на засоби та методи боротьби. Своєю метою організація декларує побудову сильної та квітучої України. Організація відкидає матеріальні цінності та відстоює новітнє духовне піднесення «європейської людини», заявляє про непокору та нетерпимість до будь-яких штучних проявів «русского міра» чи «західних цінностей».
Серед визначених цілей організації — боротьба, зокрема, проти глобалізму, лібералізму, капіталізму, лівацтва, ЛГБТ і фемен-активізму, а також виховання справжньої національної еліти. Крім того, організація активно виступає проти «культурного марксизму», під яким має на увазі гендерну політику та мультикультуралізм.

## Історія
За словами лідера «Карпатської Січі» Тараса Деяка, організація утворилася у 2010 році, хоч і певний час лишалася незареєстрованою. Датою створення вважається 9 листопада, оскільки саме цього дня у 1938 році була створена однойменна закарпатська організація, яка також боролась за незалежність України.
У перші роки організація тісно співпрацювала з закарпатським осередком ВО «Свобода», під час Євромайдану — входила до Правого сектора. Голова та члени організації брали участь у війні на Донбасі. Офіційно організація зареєстрована 30 вересня 2014 року з назвою Громадська організація "Спортивно-патріотичне об'єднання «Карпатська Січ».
3 лютого 2017 року організація змінила назву — відтоді це ГО «Закарпатське військово-патріотичне об'єднання „Карпатська Січ“».

### Діяльність
2014 року на базі організації сформовано спецпідрозділ з однойменною назвою «Карпатська Січ», який упродовж 2014—2016 рр. у складі батальйонів Айдар і Донбас брав участь у боях на сході України. Спецпідрозділ та організація не пов'язані з батальйоном «Карпатська Січ імені Олега Куцина».
В лютому-березні 2016 організація долучилась до «ведмежої блокади» — ініціативи з блокування російського бізнесу в Україні, зокрема фур. Акція почалася у відповідь на повідомлення про те, що фури з Росії прямують до ЄС через Закарпатську область в обхід Польщі, яка закрила свої кордони для російських товарів.
1 листопада 2016 року «Карпатська Січ» провела акцію пам'яті вбитих членів грецької партії «Золотий світанок», яка підтримала анексію Криму.
У жовтні 2017 року агресивно налаштовані молодики, серед котрих були троє членів «Карпатської Січі», зокрема Тарас Деяк, розгромили бар в центрі Ужгорода. Згодом голова організації заявив, що вони прийшли на виручку побратимові, жорстко побитому в тому барі.
8 березня 2017 року в Ужгороді праворадикали, серед яких були й члени організації, зірвали акцію на підтримку Стамбульської конвенції із запобігання насильству над жінками. За словами ультраправих, це була замаскована акція на підтримку ЛГБТ, а не прав жінок. 8 березня 2018 року феміністичну акцію в Ужгороді знову зірвали, а її учасниць облили фарбою невідомі дівчата. Активістки звинуватили в цьому «Карпатську Січ», але Тарас Деяк заперечив причетність їхньої організації до нападу. Після цього активісти повідомили про нові напади та погрози, які, за їхніми словами, надходять від організації «Карпатська Січ».
У лютому 2018 року «Карпатська Січ» оголосила про набір у вуличні бригади, які мають на меті патрулювати ужгородські вулиці. Через деякий час вони виклали відео такого патрулювання, під час якого били ногами психічно неврівноваженого чоловіка, який, за словами членів організації, «затероризував сусідів».
У 2018 та 2019 члени організації разом з іншими праворадикалами, духівництом та християнами брали участь у мітингах проти Маршу рівності у Києві.
19 березня 2019 року «Карпатська Січ» у Меморіальному парку «Красне поле» провела пам'ятний захід, присвячений спротиву окупації Угорщиною території Карпатської України в 1939 році. На думку деяких ЗМІ, під час заходу члени організації використовували нацистське вітання.
У жовтні 2019 року організація вступилась за українку з Ужгорода, якій погрожував вбивством іноземець-араб. За інформацією сайту «Закарпаття онлайн», не знайшовши підтримки в правоохоронців, жінка звернулась до «Карпатської Січі» по допомогу. Члени «Карпатської Січі» на чолі з Тарасом Деяком поставили іноземця на коліна й побили його.
У 2022 році через початок повномасштабного російського вторгнення в Україну прихильниками та учасниками Карпатської січі було створено добровольчий підрозділ «Карпатська Січ» у складі сил спеціальних операцій. 

## Оцінка та критика

### Неонацизм
Думки про те, що ГО «Карпатська Січ» є неонацистською організацією, або має ознаки неонацизму, висловлювали різні дослідники, ЗМІ та правозахисні організації. Зокрема серед тих, хто прямо зазначав, що об'єднання сповідує неонацистську ідеологію, були: група журналістів з Bellingcat та openDemocracy, Freedom House Ukraine, ГО «Разом із законом», Правозахисний ЛГБТ Центр «Наш світ», громадська діячка Ганна Гриценко, українські та закордонні журналіст‌и. Крім того, деякі журналісти-розслідувачі також вважають, що «Карпатська Січ» відкрито підтримує грецьку неонацистську партію «Золотий світанок» та італійську неофашистську організацію «Каса Паунд». Представники об'єднання відкидають звинувачення у неонацизмі.
У лютому 2019 року деякі представники ГО були помічені на акції неонацистів в Будапешті (Угорщина), яка проводиться щорічно 7 лютого на честь «Дня честі» у пам'ять за загиблими солдатами Вермахту.
У серпні 2019 року на офіційному Telegram-каналі організації з'явилося оголошення про відкритий продаж перекладеного українською мовою на 87 сторінок «маніфесту» Брентона Тарранта — австралійського терориста, що здійснив у березні 2019 року масове вбивство у мечетях Крайстчерча, в Новій Зеландії. В оригіналі «маніфест», раніше розповсюджений Таррантом, містить неонацистські символи та заклики насильства проти іммігрантів, мусульман та осіб, що не належать до білої раси. Після того, як стало відомо про організований продаж «маніфесту», прем'єр-міністр Нової Зеландії забажала звернутися до Уряду України із закликом розслідувати факти, коли в Україні «неонацисти продають друковану версію документа, що сповнений ненависті», оскільки це, на її думку, огидно.
19 березня 2019 року члени праворадикальної націоналістичної організації "Карпатська Січ" в ході пам'ятного заходу в Меморіальному парку "Красне поле" (Закарпатська область), який був присвячений спротиву окупації Угорщиною території Карпатської України в 1939 році, використали жест нацистського привітання.

### Корупція
Окремі журналісти підозрювали лідерів «Карпатської Січі» в корупції — вони є засновниками благодійного фонду «Об'єднані війною», який безоплатно отримував великі розміри конфіскованих митницею товарів, зокрема дві тонни мармуру, хоча зареєструвався незадовго до подання заявки[неавторитетне джерело].

### Хуліганство
5 жовтня 2017 року під час перебування у барі на Корзо тріо застосувало насильство, вчиняло хуліганські дії та пошкодило майно закладу. Згодом Тарас Деяк підтвердив, що брав участь у інциденті. За його версією, він із товаришами захищав побитого раніше "побратима".